# Aquário Nacional de Baltimore

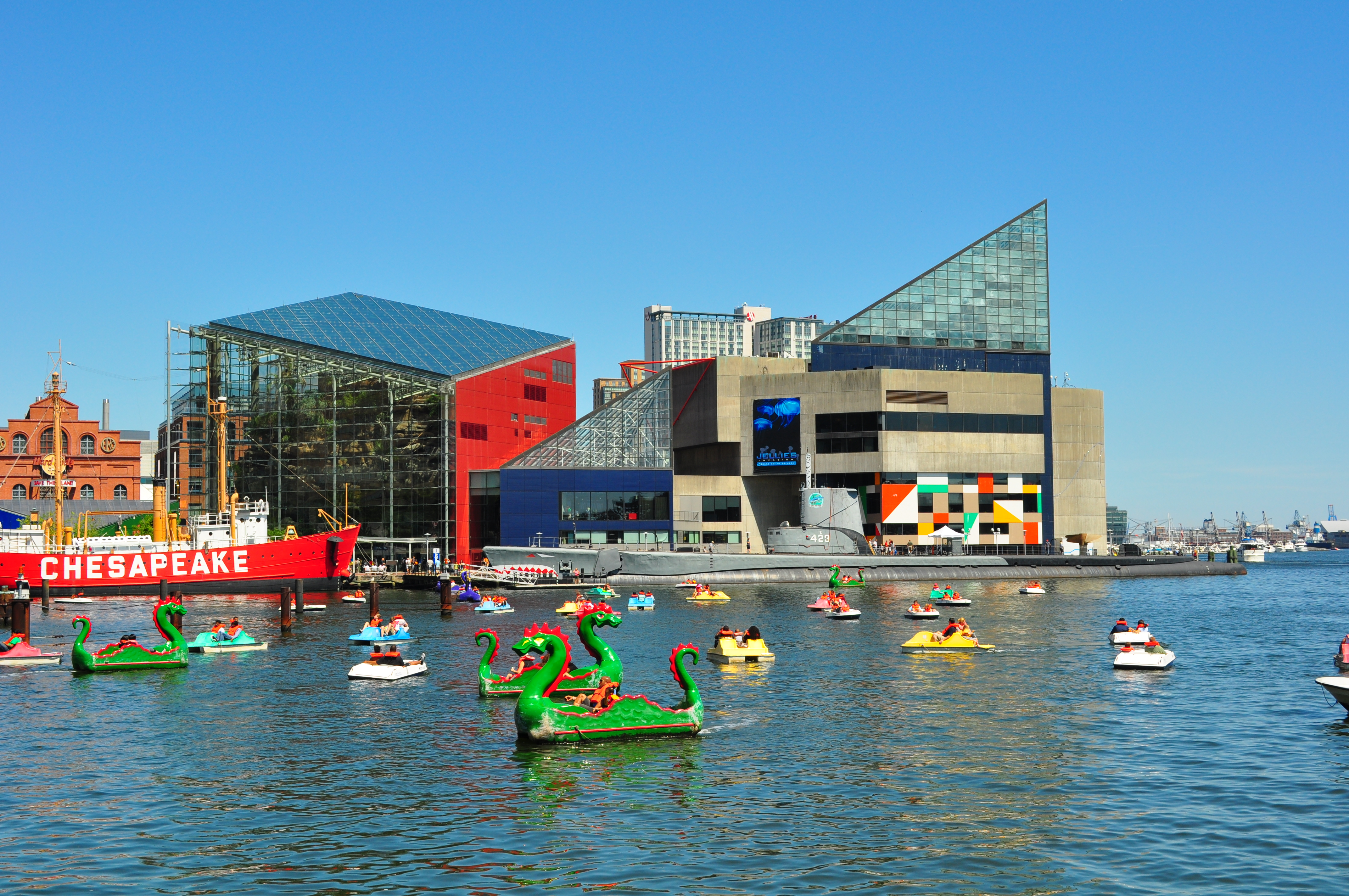
imagem do Aquário Nacional de Baltimore

O Aquário Nacional de Baltimore (em inglês: National Aquarium) é uma instituição pública sem fins lucrativos, localizado na famosa cidade de Baltimore em Maryland nos Estados Unidos. O National Aquarium foi inaugurado em 1981, sendo um dos lugares mais visitados do porto interior de Baltimore. Conhecido por ser um dos melhores aquários americanos, ele abriga mais de 20 mil seres vivos em seus habitats naturais, com cerca de 800 espécies diferentes, podendo encontrar animais de todo o globo terrestre.
Nas exposições permanentes onde ficam essas centenas de espécies, é possível apreciar, por exemplo, a Floresta do Rio Amazonas um hábitat único que simula uma inundação de um leito de um rio que retrata a Floresta Amazônica, encontrando alguns répteis, anfíbios e peixes. Já na exposição Austrália: extremos selvagens, há um ambiente natural que replica um desfiladeiro australiano, abrigando em torno de mil animais de mais de 70 espécies, encontrando tartarugas-de-casca-larga, crocodilos, lagartos, serpentes e muito mais. Por fim, na exposição Atlântico Norte para o Pacífico simula falésias e penhascos da costa atlântica, com corais, florestas de algas e peixes coloridos, encontrando o famoso papagaio-do-mar - pássaro marinho parecido com os pinguins - que têm a capacidade de voar e são ótimos mergulhadores, sendo conhecidos também por serem muito brincalhões. 
O ingresso para entrar no aquário inclui acesso a todas as exposições e apresentações diárias. O horário de funcionamento é de 9:00am até 5:00pm com preços variando de U$40/U$50, onde crianças até 4 anos não pagam.
A missão dos diretores do aquário é inspirar e conservar os tesouros aquáticos do mundo: protegendo e preservando o Planeta Terra com todos os seus seres vivos em seus habitats por meio de coleções vivas que envolvem o público que está em Baltimore a conhecer o Aquarium Nacional.